# 書紳
書绅（1786年—？），字佩闻，号云史，一号小琴，叶赫那拉氏，满洲正白旗人。道光元年辛巳科举人，六年丙戌科进士。
后来官至广东知县，户部郎中。工书法, 善画山水、小品。著有《建南风俗略》、《有益山房诗集》等。

## 家族
曾祖旸阿布，雍正丙午科举人、都察院笔帖式；祖松龄，内阁中书、江南淮扬道；父那昌阿，礼部仪制司主事、奉天辽阳州知州。伯父那清安，嘉庆乙丑科进士，官至刑部尚书，谥恭勤；那清安子全慶，道光己丑科进士，官体仁阁大学士，谥文恪；那清安曾孙女为咸丰帝玉嬪、璹嬪。